# Jean Ier Mavrocordato
Pour les articles homonymes, voir Jean Ier et Mavrocordato.
Jean Ier Mavrocordato ou Ioannis Mavrocordatos ou Ioan Mavrocordat (Constantinople 23 juillet 1684 - Bucarest 23 novembre 1719). Prince Phanariote au service du Gouvernement Ottoman. Caimacan en Moldavie en 1711 puis de Hospodar de Valachie de 1716 à 1719.

## Biographie
Fils cadet d’Alexandre Mavrocordato, il fut un auxiliaire fidèle de l’ascension politique de son frère Nicolas Mavrocordato. Il remplace ce dernier comme Grand Logothète du patriarcat de Constantinople puis de Grand Drogman de la Sublime Porte de 1710 à 1717.
En 1711, avec le simple titre de « Caïmacan », il assure l’interrègne en Moldavie après la fuite de Dimitrie Cantemir et avant le rétablissement son frère. Il remplace ensuite sur le trône de Valachie, Nicolas Mavrocordato pendant sa captivité chez les Autrichiens, de novembre 1716 à février 1719.
Ioan Mavrocordat a épousé en 1709 Zaphira Guliano dont :
- Alexandru (1710-1738)